# Regione di sviluppo București-Ilfov
București - Ilfov è una delle otto regioni di sviluppo della Romania, composta dal municipio Bucarest e dal distretto di Ilfov. Ha una popolazione di 2 259 665 abitanti e una superficie di 1811 km².